# Santa Maria in Via Lata
Bazilika Santa Maria in Via Lata je katolický kostel v Římě ve čtvrti Pigna. Stavba se nachází na Via del Corso, starobylé ulici Via Lata, odtud pochází přívlastek baziliky.

## Historie
Podle tradice zde žil sv. Pavel v domácím vězení, když čekal na soud. Podobné se však tvrdí i o kostele San Paolo alla Regola.

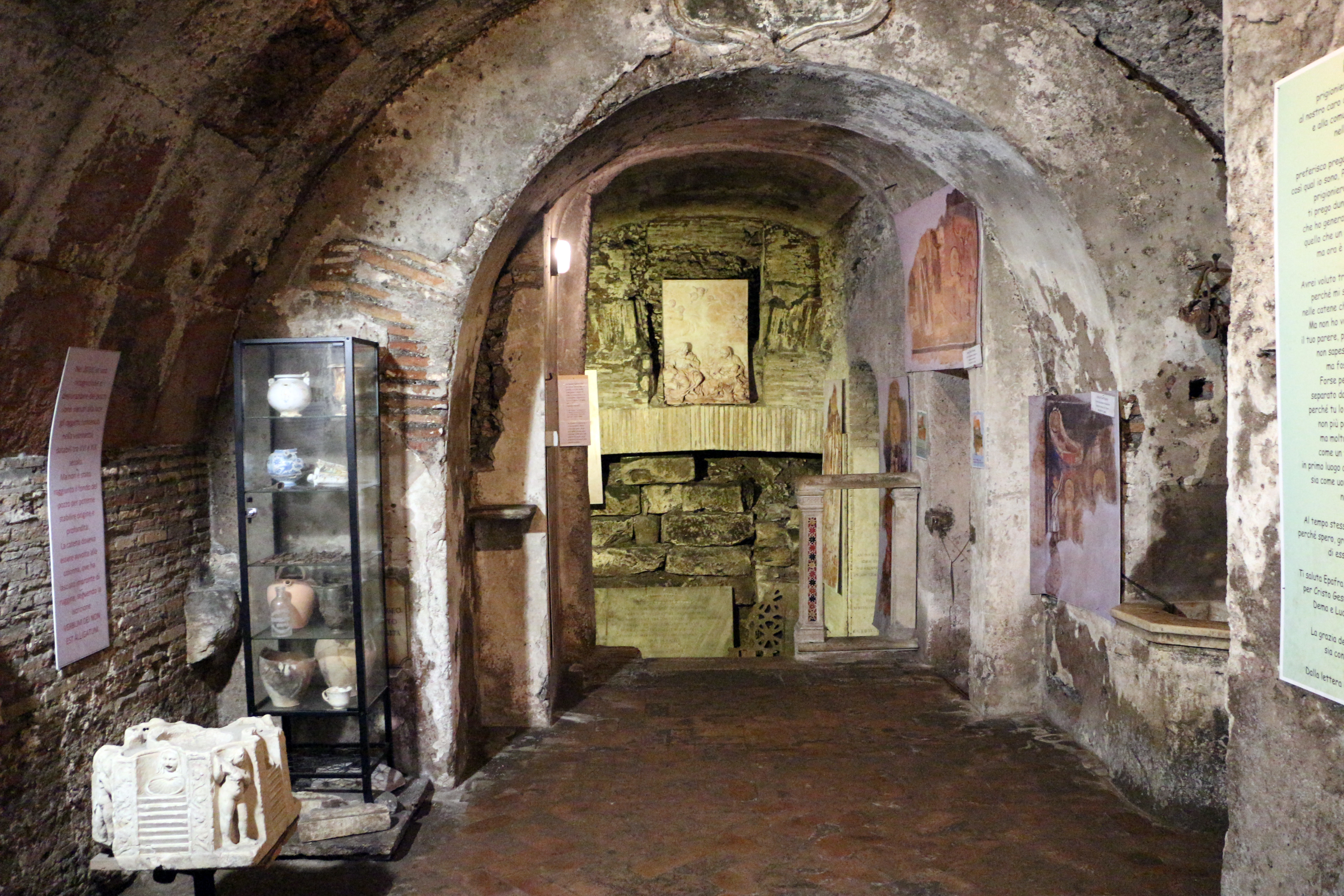
Podzemní prostory

### Podzemní prostory
Ve skutečnosti je základem budovy portikus z 1. století, který vedl paralelně s ulicí Via Flaminia, na jejíchž troskách stojí i sousední Palazzo Doria-Pamphili, a který byl až do 19. století považován (také Lancianim) za součást Saepta Iulia (jehož poloha byla naopak určena spíše směrem k Pantheonu). Kolem 5. století však byl portikus přeměněn na obchodní prostor (horrea) a v tomto prostoru byla zřízena diakonie s přilehlou oratoří, která byla prvním křesťanským bohoslužebným místem v oblasti.
Tyto podzemní prostory se skládají z několika částí a Pietro da Cortona se svými spolupracovníky na nich pracovali také během renovace v 17. století. Do konce 20. století se v kryptě nacházelo několik středověkých fresek, které byly z důvodů ochrany přeneseny na nový podklad a nyní jsou k vidění v muzeu Crypta Balbi. Na místě zůstávají reprodukce těchto fresek, některé mramorové mozaiky Cosmatů a také mramorový sloup, na který byl podle středověké tradice připoután apoštol Pavel. V jedné z místností krypty se nachází mramorový reliéf od spolupracovníka Pietra da Cortony.
Mezi 7. a 9. stoletím byla doplněna výzdoba spodní stavby, která byla z důvodů památkové ochrany transferována a na místě se z ní zachovala podlaha v kosmatickém stylu.

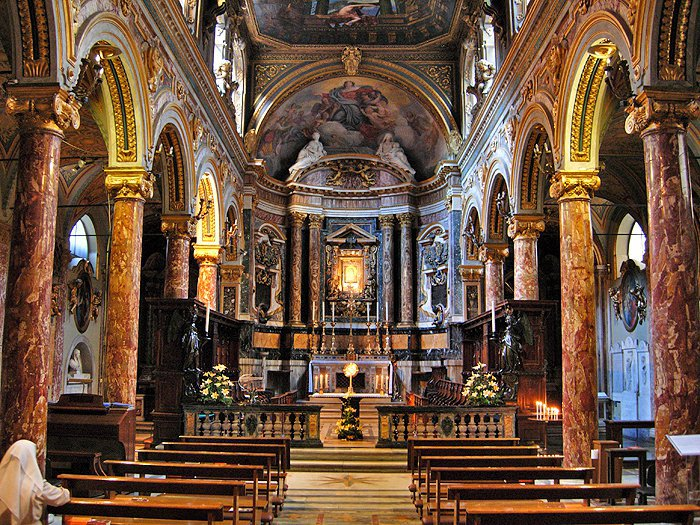
Interiér baziliky

### Kostel
Horní stavba kostela byla přistavěna v 9. století. Při přestavbě kostela kolem roku 1491 Inocencem VIII. Cybem, který svůj erb zazdil do pravé strany kostela na Via Lata, byly odstraněny zbytky Arcus Novus, který nechal postavit Dioklecián v roce 303, a kostel San Ciriaco de Camilliano byl zbořen.
Kostel, který byl kvůli své poloze značně postižen častými záplavami Tibery, byl poté zbořen a v roce 1639 přestavěn Cosimem Fanzagem. Fasáda s korintskými sloupy, které mu dodávají silný vertikální tah, byla dokončena v letech 1658–1660 podle návrhu Pietra da Cortony. Kruhový oblouk v horním patře, který přerušuje entablaturu a vstupuje do trojúhelníkového tympanonu, odkazuje na antické příklady, jako je Diokleciánův palác ve Splitu, známý snad z kreseb.
V roce 1653 zde byl pohřben hudebník Luigi Rossi.

## Umělecká díla
V kostele se nachází ikona Panny Marie (Vergine avvocata) ze 13. století, které jsou připisovány zázraky, a také relikvie sv. Agapita, jáhna a mučedníka ze 3. století, uložené pod ikonou. Básník Antonio Tebaldeo (1462–1537), přítel Rafaela Sanzia, zde byl pohřben v roce 1537 v hrobce, která byla přestavěna v roce 1776. V kostele byli provizorně pohřbeni někteří členové rodiny Bonapartů. Pohřební pomník Zenaide Bonaparte zůstává.
Prvním oltářním obrazem je Umučení svatého Ondřeje (1685) od Giacinta Brandiho, druhým jsou svatí Josef, Mikuláš a Blažej od Giuseppe Ghezziho. V letech 1653–1654 vyzdobil strop také Giacinto Brandi, a to třemi velkými obrazy, z nichž prostřední, zobrazující korunovaci Panny Marie, je stále viditelný, zatímco další dva, věnované čtyřem kardinálním ctnostem, byly odstraněny během restaurování kostela za pontifikátu Pia IX. V kapli vlevo od apsidy se nachází Madona s dítětem a svatými Cyriakem a Kateřinou od Giovanniho Odazziho. Na druhém oltáři vlevo se nachází obraz Svatý Pavel křtí Sabinu a děti od Piera Leone Ghezziho a Panna Marie se svatými od Pietra de Pietriho. Další obrazy jsou dílem Agostina Masucciho.

## Seznam kardinálů jáhnů
Následující byli kardinálové jáhni u kostela Santa Maria in Via Lata:
- před rokem 772 Hadrian
- 1112– Romualdo Guarna
- 1127–1133 Guido de Castello
- 1193–1200 Petrus Capuanus
- 1204/5–1212 Jan z Ferentina
- 1216 Thomas Capuanus
- 1278–1297 Giacomo Colonna
- 1344–1369 Nicolas de Besse
- 1371–1403 Pierre de Vergne
- 1404–1412 Antonio de Challant
- 1430–1444 Domenico Capranica; in commendam (1444–1458)
- 1458–1492 Rodrigo Lanzol-Borja y Borja, in commendam
- 1492–1496 neobsazeno
- 1496–1500 Juan de Borja Llançol de Romaní
- 1500–1503 Pedro Luis de Borja Llançol de Romaní; in commendam (1503–1511)
- 1513–1523 Marco Cornaro (kardinál)
- 1523–1540 Alessandro Cesarini
- 1540–1550 Nicolò Ridolfi
- 1550 Innocenzo Cibo
- 1550–1552 Niccolò Gaddi
- 1552–1564 Guidascanio Sforza
- 1564 Ippolito II. d'Este
- 1564–1568 Vitellozzo Vitelli
- 1568–1577 Innocenzo Ciocchi del Monte
- 1577–1583 Antonio Carafa
- 1583–1586 Luigi d'Este
- 1587–1588 Ferdinando I. Medicejský
- 1588–1617 Francesco Sforza
- 1617–1621 Odoardo Farnese
- 1621 Andrea Baroni Peretti Montalto
- 1621–1623 Alessandro d'Este
- 1623–1626 Carlo Emmanuele Pio di Savoia
- 1626–1642 Maurizio di Savoia
- 1642–1653 Antonio Barberini
- 1653–1655 Giangiacomo Teodoro Trivulzio
- 1655–1656 Giulio Gabrielli
- 1656–1666 Viriginio Orsini
- 1666–1689 Francesco Maidalchini
- 1689 Nicolò Acciaioli
- 1689–1693 Urbano Sacchetti
- 1693–1730 Benedetto Pamphilj
- 1730–1741 Lorenzo Altieri
- 1741–1747 Carlo Maria Marini
- 1747–1779 Alessandro Albani
- 1779–1789 Domenico Orsini d'Aragona
- 1789–1790 Ignazio Gaetano Boncompagni-Ludovisi
- 1790–1794 Gregorio Antonio Maria Salviati
- 1794–1798 Vincenzo Maria Altieri
- 1800–1821 Antonio Maria Doria Pamphilj
- 1821–1827 Fabrizio Dionigi Ruffo
- 1828–1834 Giuseppe Albani
- 1834–1857 Tommaso Riario Sforza
- 1857–1858 Ludovico Gazzoli
- 1858–1867 Giuseppe Ugolini
- 1868–1876 Giacomo Antonelli
- 1876–1881 Prospero Caterini
- 1881–1884 Teodolfo Mertel
- 1884–1887 Lorenzo Ilarione Randi
- 1887–1890 Joseph Hergenröther
- 1891–1896 Isidoro Verga
- 1896–1907 Luigi Macchi
- 1907–1911 neobsazeno
- 1911–1927 Louis Billot SJ
- 1927–1937 neobsazeno
- 1937–1948 Giuseppe Pizzardo, kardinál kněz pro hac vice
- 1948–1953 neobsazeno
- 1953–1978 Valerian Gracias, kardinál-kněz pro hac vice
- 1979–1990 Wladyslaw Rubin; kněz-kardinál pro hac vice (1990)
- 1991–2021 Edward Idris Cassidy; kardinál kněz pro hac vice (2021)
- 2022– Fortunato Frezza